# Wither
«Wither» es la tercera y más corta canción del álbum Black Clouds & Silver Linings de la banda de metal progresivo Dream Theater. Rick Wilson compara la canción con «Vacant» (Train of Thought). La canción habla acerca del bloqueo de escritor, cuando un artista pierde la habilidad de producir nuevo material. Esta canción se lanzó como un EP el 15 de septiembre de 2009.

## Lista de canciones
1. «Wither» - 5:25
2. «Wither» (versión de Piano) - 5:08
3. «Wither» (John Petrucci Vocal Demo) - 5:26
4. «The Best Of Times» (Mike Portnoy Vocal Demo) - 13:06

## Personal
- James LaBrie - Voz
- John Petrucci - Guitarra y coros
- Jordan Rudess - Piano
- John Myung - Bajo
- Mike Portnoy - Batería y coros

- Datos: Q2594281